# ŠK Duras BVK
ŠK Duras BVK je český šachový klub se sídlem v Brně-Králově Poli. Po jednoroční účasti v sezóně 2009/10 je od sezóny 2015/16 účastníkem Šachové extraligy. Klub byl založen v dubnu 1923 a postupně se jmenoval DURAS Královo Pole, ZK KPS Brno (1946), TJ Spartak Královo Pole (1953), TJ KPS Brno (1969), DURAS Královopolská (1995) a od roku 2000 má současný název Šachový klub DURAS BVK - Královo Pole. Klub nese jméno šachového velmistra Oldřicha Durase.

## Přehled výsledků

### Česká šachová extraliga
| Soutěž                  | Sezóna    | Poř | P/S    | Z  | V | R | P  | BZ | BP   | VP |
| ----------------------- | --------- | --- | ------ | -- | - | - | -- | -- | ---- | -- |
| 1. moravskoslezská liga | 1993/1994 | 11. | sestup | —  | — | — | —  | —  | —    | —  |
| —                       | 1994/95   | —   |        | —  | — | — | —  | —  | —    | —  |
| —                       | 1995/96   | —   |        | —  | — | — | —  | —  | —    | —  |
| —                       | 1996/97   | —   |        | —  | — | — | —  | —  | —    | —  |
| —                       | 1997/98   | —   |        | —  | — | — | —  | —  | —    | —  |
| —                       | 1998/99   | —   |        | —  | — | — | —  | —  | —    | —  |
| —                       | 1999/00   | —   | postup | —  | — | — | —  | —  | —    | —  |
| 1. moravskoslezská liga | 2000/01   | 6.  |        | —  | — | — | —  | —  | —    | —  |
| 1. moravskoslezská liga | 2001/02   | 3.  |        | —  | — | — | —  | —  | —    | —  |
| 1. moravskoslezská liga | 2002/03   | 6.  |        | —  | — | — | —  | —  | —    | —  |
| 1. moravskoslezská liga | 2003/04   | 5.  |        | 11 | 3 | 5 | 3  | 11 | 45,0 | 18 |
| 1. moravskoslezská liga | 2004/05   | 6.  |        | 11 | 6 | 1 | 4  | 13 | 46,5 | 25 |
| 1. liga - východ        | 2005/06   | 9.  |        | 11 | 2 | 3 | 6  | 9  | 39,0 | 17 |
| 1. liga - východ        | 2006/07   | 2.  |        | 11 | 8 | 1 | 2  | 25 | 54,5 | 39 |
| 1. liga - východ        | 2007/08   | 4.  |        | 11 | 7 | 0 | 4  | 21 | 46,5 | 26 |
| 1. liga - východ        | 2008/09   | 1.  | postup | 11 | 8 | 0 | 3  | 24 | 55,5 | 37 |
| Extraliga               | 2009/10   | 12. | sestup | 11 | 0 | 0 | 11 | 0  | 26,5 | 10 |
| 1. liga - východ        | 2010/11   | 7.  |        | 11 | 4 | 2 | 5  | 14 | 39,5 | 22 |
| 1. liga - východ        | 2011/12   | 6.  |        | 11 | 4 | 2 | 5  | 14 | 44,0 | 25 |
| 1. liga - východ        | 2012/13   | 4.  |        | 11 | 6 | 1 | 4  | 19 | 44,5 | 24 |
| 1. liga - východ        | 2013/14   | 2.  |        | 11 | 8 | 1 | 2  | 25 | 56,0 | 39 |
| 1. liga - východ        | 2014/15   | 1.  | postup | 11 | 9 | 1 | 1  | 28 | 59,5 | 44 |
| Extraliga               | 2015/16   | 9.  |        | 11 | 3 | 1 | 7  | 10 | 40,0 | 21 |
| Extraliga               | 2016/17   | 9.  |        | 11 | 2 | 3 | 6  | 9  | 41,0 | 18 |
| Extraliga               | 2016/17   | 10. |        | 11 | 3 | 1 | 7  | 10 | 40,5 | 20 |

## Hráči
Za šachový klub hráli Extraligu velmistři:
- David Shengelia,  Pavel Blatný,  Tomáš Polák

mezinárodní mistři:
- Roman Chytílek,  Michail Děmidov,  Jana Jacková,  Jan Krejčí,  Juraj Lipka,  Cyril Ponížil,  Neklan Vyskočil

mezinárodní velmistryně:
- Eva Kulovaná